# John Campbell, IV conte di Loudoun
John Campbell, IV conte di Loudoun (Loudoun, 5 maggio 1705 – Loudoun, 27 aprile 1782), è stato un generale britannico.

## Inizio carriera
Nato in Scozia due anni prima della creazione del Regno di Gran Bretagna, Campbell ereditò il titolo nobiliare alla morte del padre nel 1731, diventando Lord Loudoun. Il conte assoldò un reggimento di fanteria che prese parte alla rivolta giacobita del 1745 schierandosi col governo di Hanover. Il reggimento era composto da dodici compagnie, con Loudoun come colonnello e John Campbell (poi V duca di Argyll) come tenente colonnello. Il reggimento partecipò agli scontri in molte parti della Scozia. Tre delle dodici compagnie, assoldate nel sud, furono catturate a Prestonpans. Otto compagnie comandate personalmente da Loudoun furono stanziate ad Inverness. Loudoun partì nel febbraio 1746 con parte del proprio reggimento e molte compagnie indipendenti nel tentativo di catturare il pretendente giacobita, il principe Carlo Edoardo Stuart. La spedizione fu vergognosamente sconfitta da un piccolo gruppo di giacobiti in quella che è oggi diventata famosa come rotta di Moy. Dopo questa debacle Loudoun si riunì all'esercito del duca di Cumberland, abbandonando la città di Inverness in mano ai ribelli.
Massone, nel 1736 è stato Gran Maestro della Prima gran loggia d'Inghilterra.

## Guerra dei sette anni

### America del Nord
Nel 1756 Loudoun fu mandato in America del Nord come comandante in capo e governatore generale della Virginia, dove era impopolare anche tra i capi coloniali. Quando seppe che alcuni mercanti stavano ancora commerciando con i francesi, mentre lui cercava di combatterli, chiuse temporaneamente tutti i porti statunitensi. Nonostante la sua scarsa popolarità, nel 1757 fu creata la contea di Loudoun a partire dalla contea di Fairfax, e gli fu dedicata. Da comandante in capo organizzò nel 1757 la una spedizione per la conquista di Louisbourg dai francesi, ma la annullò quando l'intelligence (forse tratta in inganno da una mistificazione militare francese) disse che le forze francesi erano troppo forti per essere sconfitte. Mentre Loudoun era impegnato in Canada, i francesi conquistarono Fort William Henry strappandolo ai britannici, Loudoun fu sostituito da James Abercrombie e tornò a Londra.
Molti storici discutono sul fatto che abbia o meno giocato un ruolo importante nella guerra dei sette anni, fu comunque una figura importante che si dedicò a riforme quali la sostituzione dei vecchi moschetti con quelli a pietra focaia per ottenere una migliore precisione. Costruì molte strade, comprendendo la necessità di rifornire l'esercito sostituendo il normale trasporto con i carri. Costruì depositi ad Halifax e ad Albany, riconoscendo l'importanza dei corsi d'acqua come mezzo di trasporto. Integrò le truppe regolari con milizie locali, e fece combattere agli irregolari un tipo diverso di guerra rispetto a quella in linea tipica europea.
Il 23 gennaio 1773 la città di Loudon (New Hampshire) fu incorporata e fu dedicata a Campbell.

### Portogallo
Nel 1762 fu mandato in Portogallo per contrastare l'invasione franco-spagnola del paese come secondo in comando, diventandone comandante generale nel 1763. Nonostante non sia riuscito ad impedire la perdita di Almeida, i britannici lanciarono poco dopo un contrattacco che cacciò gli invasori oltreconfine.
Tornato in Gran Bretagna, nel 1763 Loudoun fu nominato governatore del castello di Edimburgo, carica che ricoprì per il resto della vita. Nel 1770 fu promosso generale. Mai sposatosi, alla sua morte nel 1782 Loudoun fu succeduto come conte dal cugino James Mure-Campbell.